# InterCity (România)

Rețeaua Intercity a CFR Călători

Trenurile Intercity din România sunt operate de CFR Călători. Compania a reluat operarea trenurilor Intercity din 13 decembrie 2020, după o întrerupere de 6 ani.

## Istoric pas cu pas
Primele trenuri Intercity din România au apărut în anul 1994 și au circulat pe rutele: 
- București Nord - Craiova - Drobeta Turnu Severin - Timișoara Nord(începând din data de 10.IX.1994)
- București Nord - Bacău - Iași(începând din a doua decadă a lunii 5.XII.1994)
Trenurile conțineau la început doar vagoane clasa 1, de bagaje și restaurant.
| NR. Tren         | Ruta                                      | Observații                                                                                       |
| ---------------- | ----------------------------------------- | ------------------------------------------------------------------------------------------------ |
| 911/912          | București Nord - Craiova - Timișoara Nord | Circulă începând cu 10.IX.1994 în locul expresului 13/14 Timișoara Expres                        |
| 961/964, 963/962 | București Nord - Bacău - Iași             | Circulă începând cu 5.XII.1994                                                                   |
| 916/917, 918/915 | Craiova - Pitești - Curtea de Argeș       | Circulă experimental între 10.II.-16.III apoi ca A 146/147 respectiv 148/145 cu automotor Duewag |
| 931/934, 933/932 | Arad - Oradea - Cluj Napoca               | Circulă experimental între 14.II.-9.IV. cu automotor Duewag                                      |

### Sezonul 1995/1996:
În sezonul 1995/1996, rețeaua se extinde existând pe lângă trenurile de pe rutele sus-menționate și altele astfel:
- Arad - Cluj Napoca
- Brașov - București Băneasa - Constanța(întâi facultativ, permanentizat din iulie 1995)
- București Nord - Brașov - Cluj Napoca
- Cluj Napoca - Oradea - Satu Mare
- Craiova - București Nord - Brăila - Galați(unul permanent, altul facultativ)
- Craiova - București Băneasa - Constanța(introdus facultativ)
- București Nord - Brașov - Sighișoara - Sibiu(introdus ulterior apariției noului mers)
Deja o bună parte din trenuri avea o compunere standard cu vagoane clasa 1, clasa 2, de bagaje și restaurant
| NR. Tren         | Ruta                                                              | Stația de domiciliu | Observații                                                          |
| ---------------- | ----------------------------------------------------------------- | ------------------- | ------------------------------------------------------------------- |
| 911/914          | București Nord - Craiova - Drobeta Turnu Severin - Timișoara Nord | București Grivița   |                                                                     |
| 913/912          | București Nord - Craiova - Drobeta Turnu Severin - Timișoara Nord | Timișoara Nord      |                                                                     |
| 922/923          | Arad - Timișoara Nord                                             | Depoul Arad         | Automotor Duewag De la 6.XI., este retrogradat ca tren R 18/19      |
| 925/928, 926/927 | București Nord - Ploiești Vest - Brașov - Sighișoara - Sibiu      | București Grivița   | Circulă de la 19.VIII.1995                                          |
| 931/932 (930)    | București Nord - Ploiești Vest - Brașov - Cluj Napoca             | Cluj Napoca         | 930 circulă în perioada închiderilor de linie, când 932 este anulat |
| 933/936, 935/934 | Timișoara Nord - Arad - Oradea - Cluj Napoca                      | Depoul Arad         | Automotor Duewag                                                    |
| 937, 938         | Cluj Napoca - Oradea - Satu Mare                                  | Depoul Cluj Napoca  | Automotor Duewag, anulat ulterior                                   |
| 942/947, 948/941 | Brașov - București Băneasa - Constanța                            | Brașov              | Facultativ, permanentizat din 28.VII.                               |
| 961/966, 967/964 | București Nord - Bacău - Iași                                     | București Grivița   |                                                                     |
| 963/968, 965/962 | București Nord - Bacău - Iași                                     | București Grivița   | Facultativ                                                          |
| 976/971, 974/977 | Craiova - București Nord - Ploiești Sud - Brăila - Galați         | Craiova             | Facultativ                                                          |
| 978/973, 972/975 | Craiova - București Nord - Ploiești Sud - Brăila - Galați         | Galați              |                                                                     |
| 982/985, 988/983 | Constanța - București Nord - Craiova                              | Constanța           | Facultativ                                                          |

### Sezonul 1996/1997:
| NR. Tren         | Ruta                               | Stația de domiciliu | Observații                     |
| ---------------- | ---------------------------------- | ------------------- | ------------------------------ |
| 531/532          | București Nord - Cluj Napoca       | Cluj Napoca         |                                |
| 551/552          | București Nord - Suceava           | București Grivița   | Nu circulă sâmbăta și duminica |
| 561/564, 563/562 | București Nord - Iași              | București Grivița   | Nu circulă sâmbăta și duminica |
| 574/571, 572/573 | Craiova -București Nord - Galați   | Galați              |                                |
| 584/581, 582/583 | Sibiu - București Nord - Constanța | Constanța           |                                |
| 591/592          | București Nord - Timișoara Nord    | Timișoara           |                                |

În acest sezon, apare și primul tren cu rangul IntercityExpres care conține vagoane AVA 200.
| NR. Tren | Ruta                                               | Stația de domiciliu | Observații                    |
| -------- | -------------------------------------------------- | ------------------- | ----------------------------- |
| 521/522  | București Nord - Brașov - Alba Iulia - Deva - Arad | București Grivița   | Circulă de la data de 24.XII. |

### Sezonul 1997/1998:

#### Intercity:
| NR. Tren         | Ruta                                                              | Stația de domiciliu | Observații |
| ---------------- | ----------------------------------------------------------------- | ------------------- | ---------- |
| 531/532          | București Nord - Cluj Napoca                                      | Cluj Napoca         |            |
| 551/552          | București Nord - Suceava                                          | București Grivița   |            |
| 561/564, 563/562 | București Nord - Bacău - Iași                                     | București Grivița   |            |
| 574/571, 572/573 | Craiova - Galați                                                  | Galați              |            |
| 584/581, 582/583 | Sibiu - București Nord - Constanța                                | Constanța           |            |
| 591/592          | București Nord - Craiova - Drobeta Turnu Severin - Timișoara Nord | București Grivița   |            |

#### Intercity Expres:
| NR. Tren                | Denumirea    | Ruta                       | Stația de domiciliu | Observații |
| ----------------------- | ------------ | -------------------------- | ------------------- | ---------- |
| 501/502/503/504/505/506 | Marea Neagră | București Nord - Constanța | București Grivița   |            |

### Sezonul 1998/1999:

#### Intercity:
| NR. Tren         | Denumirea     | Ruta                                | Stația de domiciliu | Observații                                                   |
| ---------------- | ------------- | ----------------------------------- | ------------------- | ------------------------------------------------------------ |
| 531/532          | Mihai Viteazu | București Nord - Cluj Napoca        | Cluj Napoca         |                                                              |
| 574/571, 572/573 | Dunărea       | Craiova - București Nord - Galați   | Galați              |                                                              |
| 584/581, 582/583 | Tomis         | Constanța - București Nord - Brașov | Constanța           | În sezonul de iarnă, circulă doar pe ruta Brașov - Constanța |
| 591/592          | Timișoara '89 | București Nord - Timișoara Nord     | Timișoara           |                                                              |

#### Intercity Expres:
| NR. Tren                | Denumirea      | Ruta                          | Stația de domiciliu | Observații                                                   |
| ----------------------- | -------------- | ----------------------------- | ------------------- | ------------------------------------------------------------ |
| 501/502/503/504/505/506 | Marea Neagră   | București Nord - Constanța    | București Grivița   |                                                              |
| 511/512, (514/513)      | Mihai Eminescu | București Nord - Suceava/Iași | București Grivița   | Nu circulă sâmbăta, duminica și în zile de sărbători legale! |

### Sezonul 1999/2000:

#### Intercity:
| NR. Tren         | Denumirea     | Ruta                                | Stația de domiciliu | Observații |
| ---------------- | ------------- | ----------------------------------- | ------------------- | --- |
| 531/532          | Mihai Viteazu | București Nord - Cluj Napoca        | Cluj Napoca         | |
| 584/581, 582/583 | Tomis         | Brașov - București Nord - Constanța | Brașov              | Pe distanța Constanța - Brașov, nu circulă sâmbăta Pe distanța Brașov - Constanța, nu circulă duminica De la 10/11.IX. circulă ca R 784/781 respectiv 782/783 |
| 591/592          | Timișoara '89 | București Nord - Timișoara Nord     | Timișoara           | |

#### Intercity Expres:
| NR. Tren           | Denumirea      | Ruta                          | Stația de domiciliu | Observații                                                   |
| ------------------ | -------------- | ----------------------------- | ------------------- | ------------------------------------------------------------ |
| 501/502/503/504    | Marea Neagră   | București Nord - Constanța    | București Grivița   | ICE 503/504 circulă doar în perioada 25.VI.-12.IX.           |
| 511/512, (514/513) | Mihai Eminescu | București Nord - Suceava/Iași | București Grivița   | Nu circulă sâmbăta, duminica și în zile de sărbători legale! |

### Sezonul 2000/2001:

#### Intercity:
| NR. Tren           | Denumirea      | Ruta                            | Stația de domiciliu | Observații |
| ------------------ | -------------- | ------------------------------- | ------------------- | --- |
| 531/532            | Mihai Viteazu  | București Nord - Cluj Napoca    | Cluj Napoca         | Până la 29.IX., nu circulă sâmbăta, duminica și în zile de sărbători legale, apoi circulă doar lunea, joia și vinerea. |
| 551/552, (562/561) | Mihai Eminescu | București Nord - Suceava/Iași   | București Grivița   | Nu circulă sâmbăta, duminica și în zile de sărbători legale                                                            |
| 591/592            | Timișoara '89  | București Nord - Timișoara Nord | Timișoara           | Nu circulă duminica și în zile de sărbători legale                                                                     |

#### Intercity Expres:
| NR. Tren        | Denumirea    | Ruta                       | Stația de domiciliu | Observații                             |
| --------------- | ------------ | -------------------------- | ------------------- | -------------------------------------- |
| 501/502/503/504 | Marea Neagră | București Nord - Constanța | București Grivița   | ICE 503/504 circulă între 23.VI.-6.IX. |

### Sezonul 2001/2002:

#### Intercity:
| NR. Tren           | Denumirea      | Ruta                            | Stația de domiciliu | Observații |
| ------------------ | -------------- | ------------------------------- | ------------------- | --- |
| 531/532            | Mihai Viteazu  | București Nord - Cluj Napoca    | Cluj Napoca         | Nu circulă sâmbăta, duminica și în zile de sărbători legale; ulterior anulat din cauza lucrărilor de pe ruta București - Câmpina. |
| 551/552, (562/561) | Mihai Eminescu | București Nord - Suceava/Iași   | București Grivița   | Nu circulă sâmbăta, duminica și în zile de sărbători legale                                                                       |
| 591/592            | Timișoara '89  | București Nord - Timișoara Nord | Timișoara           | |

#### Intercity Expres:
| NR. Tren        | Denumirea    | Ruta                            | Stația de domiciliu | Observații                                                                |
| --------------- | ------------ | ------------------------------- | ------------------- | ------------------------------------------------------------------------- |
| 501/502/503/504 | Marea Neagră | București Nord - Constanța      | București Grivița   | ICE 503/504 circulă în perioadele 22.VI.-16.IX. 2001 și 21.VI.-15.IX.2002 |
| 509/510         | Banat        | București Nord - Timișoara Nord |                     | Nu circulă sâmbăta, duminica și în zile de sărbători legale               |

### Sezonul 2002/2003:
| NR. Tren                | Denumirea       | Ruta                                | Stația de domiciliu   | Observații                                                                              |
| ----------------------- | --------------- | ----------------------------------- | --------------------- | --------------------------------------------------------------------------------------- |
| 501/502                 | Marea Neagră    | București Nord - Constanța          | București Grivița     |                                                                                         |
| 503/504                 | Marea Neagră    | București Nord - Constanța          | București Grivița     | Sezonier                                                                                |
| 505/506 (549, 540)      | Avram Iancu     | București Nord - Oradea/Târgu Mureș |                       | Introdus ulterior în locul R 631/632                                                    |
| 511/512/513/514         |                 | București Nord - Giurgiu            | București Automotoare | Circulă de la 18.IV., cu automotor Desiro                                               |
| 516/517/518/519         |                 | Tîrgoviște - București Nord         | București Automotoare | Circulă de la 18.IV., cu automotor Desiro                                               |
| 521/522                 | Aurel Vlaicu    | București Nord - Arad               | București Grivița     | Nu circulă sâmbăta, duminica și în zile de sărbători legale                             |
| 531/532                 | Mihai Viteazu   | București Nord - Cluj Napoca        | Cluj Napoca           | Nu circulă sâmbăta, duminica și în zile de sărbători legale                             |
| 551/552                 | Ștefan cel Mare | București Nord - Suceava Nord       |                       | Introdus ulterior în locul R 651/654                                                    |
| 561/564, 563/562        | Mihai Eminescu  | București Nord - Iași               | București Grivița     | Nu circulă sâmbăta, duminica și în zile de sărbători legale                             |
| 565/566/567/568         |                 | București Nord - Iași               | București Automotoare | Circulă cu automotor Desiro                                                             |
| 571/572                 |                 | București Nord - Galați             | București Automotoare | Circulă cu automotor Desiro                                                             |
| 585/586/587/588         |                 | București Nord - Tulcea Oraș        | București Automotoare | Circulă cu automotor Desiro                                                             |
| 591/594                 | Banat           | București Nord - Timișoara Nord     | Timișoara             | Nu circulă sâmbăta, duminica și în zile de sărbători legale                             |
| 593/592                 | Timișoara '89   | București Nord - Timișoara Nord     | Timișoara             | Nu circulă sâmbăta, duminica și în zile de sărbători legale                             |
| 595/596/597/598/599/590 |                 | București Nord - Pitești - Craiova  | București Automotoare | Circulă de la 16.II., cu automotor Desiro Ulterior, 599/596 este prelungit la Târgu Jiu |

### Sezonul 2003/2004:

#### Intercity:
| NR. Tren           | Denumirea       | Ruta                                | Stația de domiciliu | Observații                                                  |
| ------------------ | --------------- | ----------------------------------- | ------------------- | ----------------------------------------------------------- |
| 521/522            | Aurel Vlaicu    | București Nord - Arad               | București Grivița   | Nu circulă sâmbăta, duminica și în zile de sărbători legale |
| 531/532 (549, 540) | Avram Iancu     | București Nord - Oradea/Târgu Mureș | București Grivița   | Introdus ulterior în locul R 631/632                        |
| 533/534            | Mihai Viteazu   | București Nord - Cluj Napoca        | Cluj Napoca         | Nu circulă sâmbăta, duminica și în zile de sărbători legale |
| 536/537            | Poiana Brașov   | Brașov - București Nord             | Brașov              |                                                             |
| 538/539            | Postăvarul      | Brașov - București Nord             | Brașov              |                                                             |
| 551/554            | Ștefan cel Mare | București Nord - Suceava Nord       | București Grivița   |                                                             |
| 553/552            | Mihai Eminescu  | București Nord - Suceava Nord       | București Grivița   |                                                             |
| 581/584            | Mamaia          | București Nord - Constanța          | București Grivița   |                                                             |
| 583/582            | Marea Neagră    | București Nord - Constanța          | București Grivița   |                                                             |
| 591/594            | Banat           | București Nord - Timișoara Nord     | Timișoara           |                                                             |
| 593/592            | Timișoara '89   | București Nord - Timișoara Nord     | Timișoara           |                                                             |

#### Intercity cu automotoare Săgeata Albastră:
| NR. Tren                    | Ruta                            | Stația de domiciliu   | Observații                                                                         |
| --------------------------- | ------------------------------- | --------------------- | ---------------------------------------------------------------------------------- |
| 204/201, 206/207            | Sibiu - Craiova                 | Sibiu                 | Pe distanța Râmnicu Vâlcea - Craiova, nu circulă în perioada închiderilor de linie |
| 208/205, 202/203            | Sibiu - Craiova                 | Sibiu                 |                                                                                    |
| 212/213, 214/211            | Sibiu - Brașov                  | Sibiu                 |                                                                                    |
| 222/223, 224/221 (230, 239) | Cluj Napoca - Sibiu/Târgu Mureș | Cluj Napoca           | Grupa Cluj Napoca + Târgu Mureș circulă facultativ!                                |
| 226/227, 228/225 (240, 249) | Cluj Napoca - Sibiu/Târgu Mureș | Cluj Napoca           | Grupa Cluj Napoca + Târgu Mureș circulă facultativ!                                |
| 231/234, 235/238            | Cluj Napoca - Timișoara Nord    | Cluj Napoca           |                                                                                    |
| 233/232, 237/236            | Cluj Napoca - Timișoara Nord    | Cluj Napoca           |                                                                                    |
| 244/241, 242/243            | Cluj Napoca - Satu Mare         | Cluj Napoca           |                                                                                    |
| 248/245, 246/247            | Cluj Napoca - Satu Mare         | Cluj Napoca           |                                                                                    |
| 267/268                     | Timișoara Nord - Reșița Sud     | Timișoara             | Circulă facultativ                                                                 |
| 291/294, 297/296            | Sibiu - Timișoara Nord          | Sibiu                 |                                                                                    |
| 295/298, 293/292            | Sibiu - Timișoara Nord          | Sibiu                 |                                                                                    |
| 517/516/519/518             | București Nord - Târgoviște     | București Automotoare |                                                                                    |
| 561/564                     | București Nord - Iași           | București Automotoare |                                                                                    |
| 563/562                     | București Nord - Iași           | București Automotoare |                                                                                    |
| 571/574, 573/576, 575/572   | București Nord - Galați         | București Automotoare |                                                                                    |
| 587/588, 587/586            | București Nord - Tulcea Oraș    | București Automotoare |                                                                                    |
| 595/598, 597/590, 599/596   | București Nord - Craiova        | București Automotoare |                                                                                    |

### Sezonul 2004/2005:

#### Intercity:
| NR. Tren           | Denumirea       | Ruta                                | Stația de domiciliu | Observații                                                  |
| ------------------ | --------------- | ----------------------------------- | ------------------- | ----------------------------------------------------------- |
| 525/526            | Aurel Vlaicu    | București Nord - Arad               | București Grivița   | Nu circulă sâmbăta, duminica și în zile de sărbători legale |
| 531/532 (549, 540) | Avram Iancu     | București Nord - Oradea/Târgu Mureș | București Grivița   | Introdus ulterior în locul R 631/632                        |
| 533/534            | Mihai Viteazu   | București Nord - Cluj Napoca        | Cluj Napoca         | Nu circulă sâmbăta, duminica și în zile de sărbători legale |
| 536/537            | Poiana Brașov   | Brașov - București Nord             | Brașov              |                                                             |
| 538/539            | Postăvarul      | Brașov - București Nord             | Brașov              |                                                             |
| 551/554            | Ștefan cel Mare | București Nord - Suceava Nord       | București Grivița   |                                                             |
| 553/552 (568, 567) | Mihai Eminescu  | București Nord - Suceava Nord/Iași  | București Grivița   |                                                             |
| 581/584            | Mamaia          | București Nord - Constanța          | București Grivița   |                                                             |
| 583/582            | Marea Neagră    | București Nord - Constanța          | București Grivița   |                                                             |
| 591/594            | Banat           | București Nord - Timișoara Nord     | Timișoara           |                                                             |
| 593/592            | Timișoara '89   | București Nord - Timișoara Nord     | Timișoara           |                                                             |

#### Intercity "Săgeata Albastră":
| NR. Tren                    | Ruta                         | Stația de domiciliu   | Observații                                                                         |
| --------------------------- | ---------------------------- | --------------------- | ---------------------------------------------------------------------------------- |
| 204/201, 206/207            | Sibiu - Craiova              | Sibiu                 | Pe distanța Râmnicu Vâlcea - Craiova, nu circulă în perioada închiderilor de linie |
| 208/205, 202/203            | Sibiu - Craiova              | Sibiu                 |                                                                                    |
| 222/223, 224/221 (228, 229) | Cluj Napoca - Sibiu/Deva     | Cluj Napoca           |                                                                                    |
| 231/234, 235/238            | Cluj Napoca - Timișoara Nord | Cluj Napoca           | În perioada închiderilor de linie, nu circulă pe ruta Arad-Timișoara Nord          |
| 233/232, 237/236            | Cluj Napoca - Timișoara Nord | Cluj Napoca           |                                                                                    |
| 274/271 și 272/273          | Iași - Galați                | Iași                  |                                                                                    |
| 291/294, 297/296            | Sibiu - Timișoara Nord       | Sibiu                 |                                                                                    |
| 295/298, 293/292            | Sibiu - Timișoara Nord       | Sibiu                 |                                                                                    |
| 557/558                     | București Nord - Bicaz       | București Automotoare |                                                                                    |
| 561/564                     | București Nord - Iași        | București Automotoare |                                                                                    |
| 563/562                     | București Nord - Iași        | București Automotoare |                                                                                    |
| 575/574, 573/572            | București Nord - Galați      | București Automotoare |                                                                                    |
| 585/580                     | București Nord - Mangalia    | București Automotoare |                                                                                    |
| 587/588                     | București Nord - Tulcea Oraș | București Automotoare |                                                                                    |